# Nicolae Herlea
Nicolae Herlea (eigentlich Nicolae Herle; * 28. August 1927 in Bukarest; † 24. Februar 2014 in Frankfurt am Main) war ein Opernsänger (Bariton) deutsch-rumänischer Herkunft. Erfolge feierte er auf nationalen und internationalen Opernbühnen, besonders im italienischen Repertoire und in der Rolle des Figaro im Barbier von Sevilla von Gioachino Rossini, die er während seiner Karriere über 550 Mal sang. Gelegentlich wurde Herlea mit Enrico Caruso verglichen.

## Leben
Er studierte an dem Konservatorium in Bukarest bei Aurelius Costescu-Duca, und später an der Accademia di Santa Cecilia in Rom bei Giorgio Favaretto.
Im Jahr 1951 gewann er erste Preise bei internationalen Gesangswettbewerben in Genf, Prag und Brüssel. Sein Bühnendebüt begann er 1950 als Silvio in Pagliacci an der Opera Națională București, bei der er bis zu seinem Rückzug 1986 als Solist engagiert war. Ab 1958 trat er auch häufig im Ausland in Erscheinung, insbesondere am Bolschoi-Theater in Moskau. Des Weiteren gab es zahlreiche Gastauftritte am Londoner Royal Opera House (1961), La Scala in Mailand (1963) und der Metropolitan Opera in New York (1964–1967), am Gran Teatre del Liceu in Barcelona, der Staatsoper Berlin, der Wiener Staatsoper, bei den Salzburger Festspielen, La Monnaie in Brüssel und in den Opernhäusern von Prag und Budapest.
Zudem wurden von Herlea Studio-Aufnahmen von Der Barbier von Sevilla, Lucia di Lammermoor, Rigoletto, La traviata, La forza del destino, Cavalleria rusticana, Pagliacci und Tosca veröffentlicht, auf Labels wie Supraphon, Intercord Germany, Electrecord und er gewann weitere nationale und internationale Preise. Seit seinem Ruhestand gab er Meisterkurse an der Musikhochschule Bukarest und war Präsident der Jury der „Hariclea Darclée“, eines internationalen Gesangswettbewerbs in Brăila. Er wurde als „Künstler des Volkes“ geehrt und mit dem Stern von Rumänien ausgezeichnet. Am 24. Februar 2014 verstarb Herlea im Kreise seiner Familie in Frankfurt am Main.

## Preise (Auswahl)
- Goldmedaille und „Grand Prix“ auf dem Prager Frühlingsfestival 1954
- Gewinner des „International Vocal Competition“ in Genf im Jahr 1955
- Goldmedaille und „Grand Prize in Singing Competition“ in Verviers 1957
- „Künstler des Volkes“ Rumänien 1962
- Goldmedaille „Giuseppe Verdi“ in Mailand 1963
- „Stern von Rumänien“
- „Key of The City Detroit“ USA